# Jigsaw Rock Gut
Jigsaw Rock Gut är en dal i Antarktis. Den ligger i Östantarktis. Nya Zeeland gör anspråk på området.